# 海野かつを
海野 かつを（うみの かつを、1932年4月29日 - ）は、日本の芸人・俳優・声優。本名は海野 教麿（うんの きょうまろ）。旧名：海野かつお。東京府東京市（現・東京都区部）出身。

## 来歴・人物
代々浅草区育ちで、実家は仁丹塔の傍のお好み焼き屋。来店する芸人に幼少時より可愛がられ、1944年の大映作品『五重塔』に子役で初出演。
戦後コメディアンを志し、日本大学第一高等学校を休学してムーランルージュ新宿座で演出見習として働き始めた途端に閉館の憂き目に遭い、同高に復学して卒業。東京吉本のシミキン一座に入り、浅草花月劇場のストリップの幕間コントで初舞台を踏んだ。
その後は脱線トリオ一門に移り、浅草フランス座をホームグラウンドに活動した。1959年には渥美清と入れ替わりにスリーポケッツに加入したが、次第に勢いを失い解散。
コント斜陽化によりテレビタレントへ転向し、『おはよう!こどもショー』『快獣ブースカ』などで子供達の人気者となる。
病気療養中だった1974年頃、東京城東地区の家電量販チェーンである新栄電機産業のテレビコマーシャルに起用され人気を博したことから、同社社長の説得を受け入れ、芸能界に見切りを付けて同社に就職。竹の塚店の店長として接客に励む傍ら、系列店で歌手のキャンペーンが行われる際には司会も務めた。その後も芸能活動は随時行っていた。
海野が出演する新栄電機のCMは、新作に更新されることなくバブル崩壊後の1990年代初頭まで約20年間放映され続けたが、同社は2003年2月13日に自己破産申請し倒産、竹の塚店も閉店した。同店の閉店時には海野は71歳であった。同店の閉店後は海野が公の場に登場する事はなく、その後の消息に関しては不明。
2012年に映像コンテンツ権利処理機構（aRma）が『NHK特集 びんぼう一代～五代目古今亭志ん生～』放送のために海野の情報を求めたが、2021年現在でも消息不明である。

## 活動歴

### 映画
- 五重塔（1944年）
- 誰よりも金を愛す（1961年）
- 海道一の鬼紳士（1963年）
- 喧嘩犬（1964年）
- 大日本殺し屋伝（1965年）
- 新・ハレンチ学園（1971年）
- ルパン三世 念力珍作戦（1974年）
- 吾輩は猫である（1975年） - 刑事

### テレビ
- 青空にとび出せ
- おはよう!こどもショー （ニャンダの声、ありんこ男）
- お巡りさん敬礼!
- 快獣ブースカ（刑事、藤原純友の部下）
- 忍者ハットリくん+忍者怪獣ジッポウ 第15話「海賊あらわれるでござる」（海賊キャプテン・チンピラキッド役）
- へんしん!ポンポコ玉
- 底抜け脱線ゲーム
- 一心太助 第12話「十手と包丁」（1971年、フジテレビ / 国際放映） - 安
- どっこい大作 第14話「すごい奴がまっていた!!」・第15話「磨け! 鬼の道!!」（仙助役）
- 太陽にほえろ! 第188話「切札」
- がんばれ!!ロボコン 第75話「パラリンコ!!ロボペケがんばる」（ガソリンスタンドの店員役）
- プレイガールQ 第50話「女の魔性は花ひらく」（1975年、12ch/東映） - 木村
- 痛快！河内山宗俊　第13話 「鯉が命の子守唄」（1975年）
- NHK特集「びんぼう一代 ～五代目古今亭志ん生～」（1981年3月27日、NHK総合）[5]
- エプロンおばさん 第2期
- スターウルフ 第10話「宇宙を燃やす大激戦」（宇宙情報屋・ダベラー役）

### アニメ
- 突貫カメ君（突貫役）
- ドボチョン一家の幽霊旅行（ピックラ先生/ナイナイ仮面役）
- チンパン探偵ムッシュバラバラ（ワンタンメン役）

### アニメ映画
- わんわん忠臣蔵（野良犬B[6]役）
- 海底3万マイル（オクトパス[7]役）

### レコード
- 貫一お宮の唄（ロビンフッズ）1968年発売のアングラソング  講談での出演
- ソノシート「オバケのQ太郎2」（ゴジラ役）

### CM
- 新栄電機

### 舞台
- エノケンの爆笑千一夜（1959年）
- ミュージカル・メルヘン 怪傑アンパンマン（1976年）
- 輝け!第1回いたいけ祭り（1977年）